# Santana do Livramento
thumb
Santana do Livramento este un oraș în Rio Grande do Sul (RS), Brazilia.